# Krivá
Krivá (in ungherese Kriva) è un comune della Slovacchia facente parte del distretto di Dolný Kubín, nella regione di Žilina.